# Houppelande

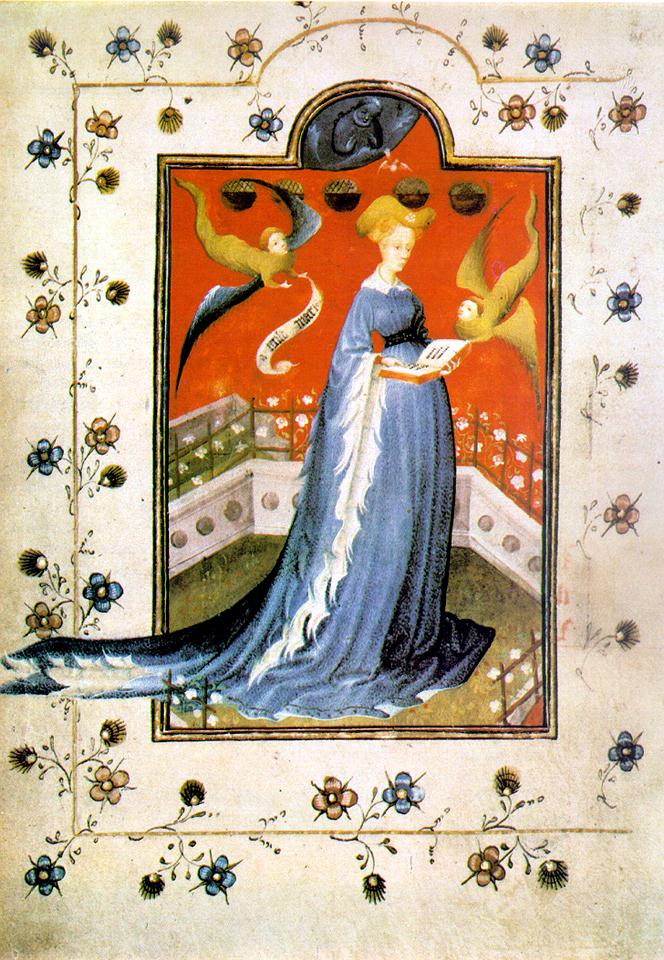
Houppelande damski

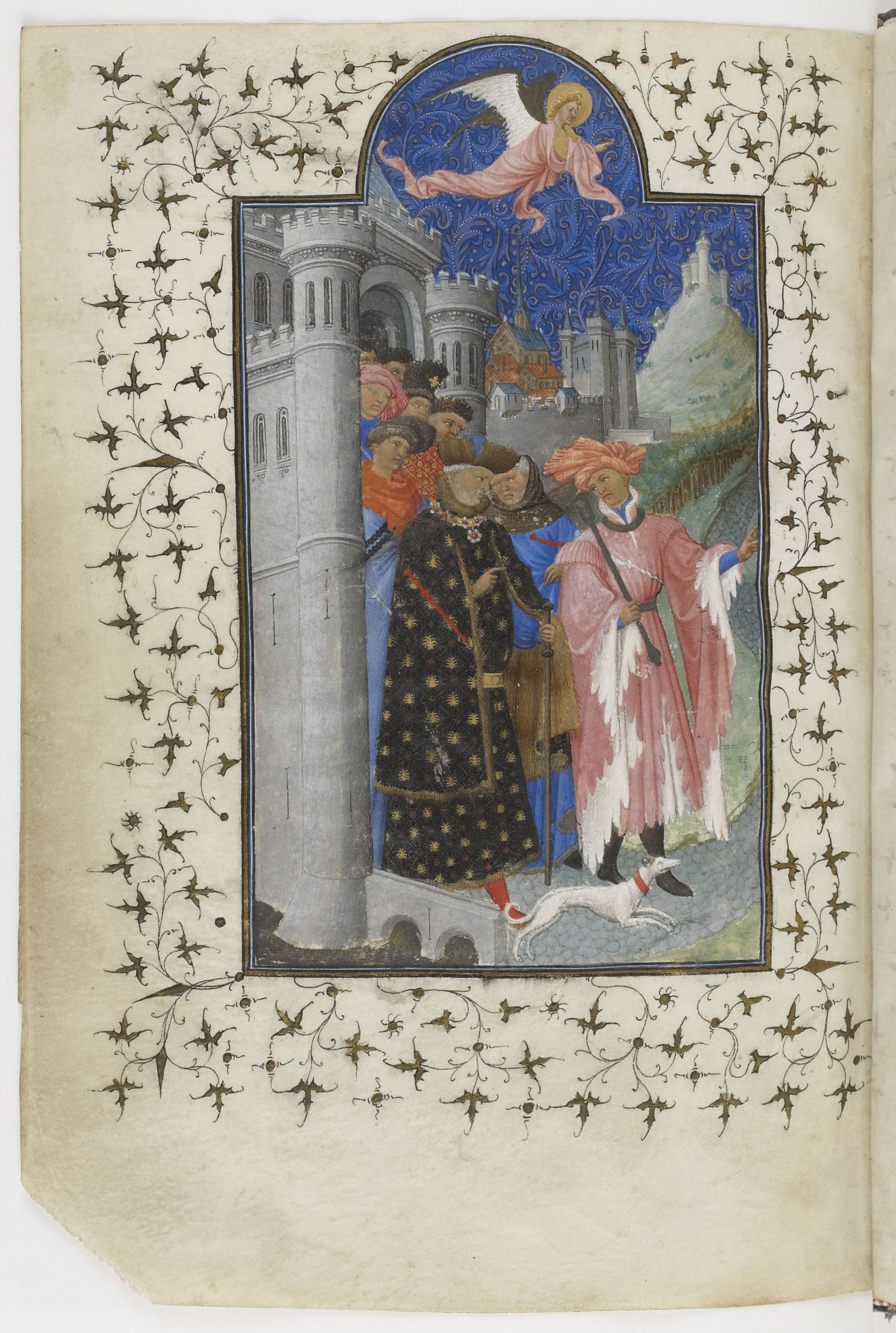
Houppelande męski

Houppelande - strój dworski modny od przełomu XIV/XV w. do połowy XV w., charakteryzujący się szerokimi, lejkowatymi rękawami i wysokim kołnierzem. U kobiet spinany ozdobnym pasem pod biustem, u mężczyzn mógł mieć długość do kolan lub większą, spinany był pasem nisko na biodrach. Przeważnie szyty z sukna lub aksamitu, podbity futrem. 
Polska odmiana stroju houppelande zwana była popularnie "suknią" i charakteryzowała się stójką zamiast ozdobnego kołnierza. Jako nakrycie głowy houppelande'owi towarzyszył czepiec siodłowy - u kobiet, lub chaperon - u mężczyzn.